# Tachycineta cyaneoviridis
Tachycineta cyaneoviridis là một loài chim trong họ Hirundinidae.

## Mô tả
Nhạn Bahama có đầu màu xanh lá cây và lưng, cánh trên xanh dương, một đuôi màu đen và mồi, và bụng trắng và cằm.

## Phạm vi và môi trường sống
Nhạn Bahamachỉ có ở những khu vườn thông ở bốn hòn đảo ở phía bắc Bahamas: Andros, Grand Bahama, Abaco, và New Providence.. Dân số chăn nuôi ở New Providence ít nhất cũng giảm đáng kể so với mức độ lịch sử và có thể bị tống xuất như một loài sinh sản.
Nhạn Bahama trú đông khắp vùng phía đông Bahamas và các đảo Turks và Caicos.. Đây là một loài lang thang hiếm gặp ở những nơi khác trong quá trình di cư, bao gồm Florida và Florida Keys. Nó cũng là một kẻ lang thang không thường xuyên đối với các vùng châu Mỹ.
T. cyaneoviridis là một loài chim rừng thông ở vùng Caribê. Nhạn Bahama có khả năng thích nghi với môi trường sống đô thị. Mặc dù chúng không sinh sôi ở đầm lầy và đồng ruộng nhưng chúng cần có môi trường sống như vậy để tìm kiếm thức ăn gia súc; Giống như tất cả những con vật nuốt chửng ăn côn trùng bay.

## Sinh sản
Nhạn Bahama vào những lỗ cọ của cây cọ ở Tây Ấn Độ ở Pine Pine (Pinus caribaea var. Bahamensis), sử dụng cây thông, cành cây Casuarina, và cỏ để làm tổ, và chúng đường nó với lông từ những người đi đường khác. Chúng thường đẻ ba quả trứng. Ủ bệnh là 15 ngày và thời kỳ fledging là khoảng 22 ngày.